# Санта-Мария-Консолатриче-аль-Тибуртино (титулярная церковь)
Титулярная церковь Санта-Мария-Консолатриче-аль-Тибуртино — титулярная церковь была создана Папой Павлом VI в 1969 году. Титул принадлежит церкви Санта-Мария-Консолатриче, являющейся приходской церковью в Риме, расположенной на одноименной площади популярного кварталеа Рима Казаль-Бертоне.

## Список кардиналов-священников титулярной церкви Санта-Мария-Консолатриче-аль-Тибуртино
- Жером Луи Ракотомалала (28 апреля 1969 — 1 ноября 1975, до смерти);
- Йозеф Ратцингер (27 июня 1977 — 5 апреля 1993 — назначен кардиналом-епископом Веллетри-Сеньи);
- Рикардо Мария Карлес Гордо (26 ноября 1994 — 17 декабря 2013, до смерти);
- Филлипп Накеллентуба Уэдраого (22 февраля 2014 — по настоящее время).